# Team Illuminate
Team Illuminate (voorheen Airgas-Safeway) is een wielerploeg die een Amerikaanse licentie heeft. De ploeg bestaat sinds 2014. Team Illuminate komt uit in de continentale circuits van de UCI. Chris Johnson is de manager van de ploeg.

## 2015
| Naam              | Geboortedatum     | Nationaliteit    | Ploeg 2014               |
| ----------------- | ----------------- | ---------------- | ------------------------ |
| Tim Aiken         | 3 juli 1995       | Verenigde Staten | Neo                      |
| Alex Darville     | 25 mei 1994       | Verenigde Staten | Bissell Development Team |
| Cullen Easter     | 11 november 1987  | Verenigde Staten | Neo                      |
| Griffin Easter    | 6 november 1991   | Verenigde Staten |                          |
| Emmanuel Gagne    | 28 november 1995  | Canada           | Neo                      |
| Kevin Gottlieb    | 17 juli 1991      | Verenigde Staten |                          |
| Chris Horner      | 23 oktober 1971   | Verenigde Staten | Lampre-Merida            |
| Luis Lemus        | 21 april 1992     | Mexico           | Jelly Belly p/b Maxxis   |
| Matt Lyons        | 10 oktober 1991   | Verenigde Staten |                          |
| Justin Mauch      | 16 juli 1994      | Verenigde Staten |                          |
| Connor McCutcheon | 13 april 1991     | Verenigde Staten |                          |
| Chris Meacham     | 1 november 1994   | Verenigde Staten | Neo                      |
| Gerardo Medina    | 20 april 1994     | Mexico           | Neo                      |
| Matt Rodrigues    | 4 december 1983   | Verenigde Staten | Neo                      |
| Austin Vincent    | 13 september 1996 | Verenigde Staten | Neo                      |

## 2014
| Naam                         | Geboortedatum     | Nationaliteit    | Ploeg 2013 |
| ---------------------------- | ----------------- | ---------------- | ---------- |
| Griffin Easter               | 6 november 1991   | Verenigde Staten | Neo        |
| Kevin Gottlieb               | 17 juli 1991      | Verenigde Staten | Neo        |
| Wesley Kline (vanaf 1 april) | 30 november 1992  | Verenigde Staten | Neo        |
| Patrick Kos                  | 21 september 1986 | Nederland        | Geen       |
| Matt Lyons                   | 10 oktober 1991   | Verenigde Staten | Neo        |
| Renan Maia                   | 14 september 1991 | Brazilië         | Neo        |
| Justin Mauch                 | 16 juli 1994      | Verenigde Staten | Neo        |
| Connor McCutcheon            | 13 april 1991     | Verenigde Staten | Neo        |
| Zack Noonan                  | 7 november 1992   | Verenigde Staten | Neo        |
| Gregory Ratzell              | 15 augustus 1995  | Verenigde Staten | Neo        |
| Dakota Schaeffer             | 3 oktober 1995    | Verenigde Staten | Neo        |

## Bekende (oud-)renners
Edwin Avila (2016-2017)
 Chris Horner (22/06/2018-heden)
 Luis Lemus (2015)
 Miles Scotson (2016)